# Skriti model Markova
Skriti model Markova (SMM) je dobil ime po ruskem matematiku Andreju Andrejeviču Markovu in je stohastični model, ki se lahko opiše z dvema naključnima procesoma.
Prvi naključni proces ustreza verigi Markova, katere stanja in prehodi so označena z verjetnostjo. Stanja verige navzven niso vidna oziroma so skrita. Namesto tega obstaja drugi naključni proces, ki daje v vsakem trenutku vidne znake ustrezne verjetnosti porazdelitve odvisni od stanja. Običajno je naloga iz zunanjih znakov ugotoviti zaporedje skritih stanj.

## Primer skritega modela Markova
Jetnika zanima vreme. Pozna, kakšna je verjetnost, da je vreme sončno, oblačno oziroma deževno. Ve tudi, s kakšno verjetnostjo sončnemu vremenu sledi oblačno oziroma deževno,... Edini jetniku dostopni vremenski podatek, so paznikovi čevlji. Jetnik na srečo ve tudi, kakšna je verjetnost, da so čevlji prašni v jasnem, oblačnem oziroma deževnem vremenu. Iz tega lahko sklepa, kako se zunaj izmenjuje vreme.